# Znamienka (rejon smoleński)
Znamienka (ros. Знаменка) – wieś (ros. деревня, trb. dieriewnia) w zachodniej Rosji, w osiedlu wiejskim Prigorskoje rejonu smoleńskiego w obwodzie smoleńskim.

## Geografia
Miejscowość położona jest nad rzeką Nagać, 3 km od drogi federalnej R120 (Orzeł – Briańsk – Smoleńsk – Witebsk), 23 km od drogi magistralnej M1 «Białoruś», 3 km od centrum administracyjnego osiedla wiejskiego (Prigorskoje), 14 km od Smoleńska, 3 km od stacji kolejowej (Tyczinino).
W granicach miejscowości znajdują się ulice: 1-yj pierieułok, 2-oj pierieułok, Centralnaja, Kirpicznyj pierieułok.

## Demografia
W 2010 r. miejscowość zamieszkiwało 27 osób.